# Hornblende
La hornblende est un nom générique qui recouvre plusieurs espèces de silicates, sous-groupe des inosilicates de la famille des amphiboles calciques :
- édénite, qui forme une série avec la ferro-édénite ;
- ferrohornblende ;
- hastingsite, qui forme une série avec la magnésiohastingsite ;
- kaersutite, qui forme une série avec la ferrokaersutite ;
- magnésiohornblende ;
- pargasite, qui forme une série avec la ferropargasite ;
- tschermakite, qui forme une série avec la ferrotschermakite.

## Étymologie
Son nom vient de l'allemand horn, corne et blenden, éblouir.

## Gîtologie
La hornblende est un minéral commun des roches magmatiques ou métamorphiques telles que granite, syénite, diorite, gabbro, basalte, andésite, gneiss ou schiste. C'est aussi le minéral principal de l'amphibolite.

## Synonymie
- achromaite
- amphibolite (Breithaupt)
- basaltine[2]
- gamsigradite (Breithaupt)[3]
- rimpylite
- speziaite
- syntagmatite (Breithaupt)

## Gisements
- Dans les calcaires cristallins de Wilberforce et Tory Hill en Ontario au Canada.
- Dans les pegmatites du mont Sokolinaïa dans le nord de l’Oural en Russie.
- Evsly en Finlande.
- Bourg-Saint-Maurice et au mont Chenaillet en France.